# Yo Frankie!
Yo Frankie! (projekt Apricot) je hra vytvořená studiem Blender Institute. Vývoj začal 1. února 2008 a skončil v srpnu téhož roku. Publikována na DVD a internetu byla v říjnu 2008. Základní předloha hlavní postavy vychází z filmu Big Buck Bunny (2008), který je také dílem Blender Institute.

## O hře
Hra byla primárně vyvíjena s cílem cross-platform (Windows, Linux, OS X) za použití Blenderu pro modelování a animaci. 3D engine byl použit Crystal Space a Blender Game Engine. Pro skriptování byl použit jazyk Python.

## Cíle
Seznam cílů:
- Validita: vytvoření plně funkčního prototypu hry, průmyslové kvality
- Vývoj Crystal Space: HDR nasvícení, herní logika, animace postav
- Vývoj Blenderu: vylepšení pipeline[4], prototypování animace, GLSL (jedná se o stínovací [shading] jazyk pro OpenGL) Shading editor, základní vylepšení Blender Game Engine, vylepšení editace logiky
- Zrealizování hry jako Open Source pod licencí GPL/LGPL
- Vzdělání: školení/workshopy, dokumentace, prezentace, DVD

## Tým
Campbell Barton ‘Ideasman42′ (Austrálie)
- Blender vývojář
- Herní logika (Blender Game Engine)
- Editace levelů (Blender Game Engine)

Christopher Plush ‘Blengine’ (USA)
- Hlavní herní designer
- Design a modelování levelů
- Textury a nasvícení
- Herní logika (Blender Game Engine)
- Animace postav

Dariusz Dawidowski (Polsko)
- Crystal Space Herní logika
- Crystal Space Design levelů

Frank Richter ‘res’ (Německo)
- Crystal Space Vývojář game enginu

Pablo Martin ‘caedes’ (Spain)
- B2CS[5] vývojář
- Crystal Space Herní logika

Pablo Vazquez ‘venomgfx’ (Argentina)
- Design a modelování postav
- Dodatečné modelování
- Textury a nasvícení
- Animace postav
- Logo, grafika a web design

## Screenshoty
|  |  |  |